# Noeud
Noeud, der Knoten, war ein französisches Längenmaß und gilt als nautisches Maß.
- 1 Noeud = 1/120 Mille marin (Seemeile) = 15,458 Meter

Die Mill marin oder Seemeile wurde mit 9 ½ Encáblure (Kabellänge) gerechnet, die 100 Toisen oder 194,9336 Meter (auch 195 oder 194,9036 Meter) maß. Später war die Kabellänge auf 200 Meter festgelegt. 